# Larry Domasin
Larry Domasin (* 5. März 1955 in Los Angeles als Larry Edward Domasin) ist ein US-amerikanischer ehemaliger Schauspieler, der vor allem als Kinderdarsteller wirkte.

## Laufbahn
Erstmals stand der damals siebenjährige Domasin in der 1962 gedrehten Episode The Secret Place der Fernsehserie Adventures in Paradise vor der Kamera. Bald folgten Rollen in der Komödie Die Strolche von Mexiko und in dem Elvis-Presley-Film Acapulco, die beide 1963 uraufgeführt wurden.
In den nächsten Jahren wirkte Domasin vor allem in Western-Filmen (wie Rancho River mit James Stewart) und Serien (wie Big Valley mit Barbara Stanwyck) mit.

## Trivia
In dem Film Acapulco sang Domasin einige Passagen im Duett mit Elvis Presley beim Lied Mexico, die jedoch nur in der Filmversion enthalten sind, da seine Stimme bei der späteren Plattenveröffentlichung gelöscht wurde. Dadurch wirkt das Lied allerdings abgehackt und reimt sich nicht mehr durchgängig. Nachstehend die drei sich durch den Schnitt nicht mehr reimenden Strophen, wobei der von Domasin gesungene und dem Schnitt zum Opfer gefallene Text in kursiv ausgewiesen wird.
It’s so nice here, oh what sights here
Lots to do-ooh-ooh-ooh the nights here
One tequila makes you feel-a
Yen to kiss a lovely señorita
You’ll do the samba, la bamba
Learn to shout Olé and Caramba
Larry Domasin ist ein Großonkel der Schauspielerin Hailee Steinfeld.

## Filmografie

### Spielfilme
- 1963: Die Strolche von Mexiko (Dime with a Halo)
- 1963: Acapulco (Fun in Acapulco)
- 1964: Die Insel der Blauen Delphine (Island of the Blue Dolphins)
- 1966: Tag der Abrechnung (Ride Beyond Vengeance)
- 1966: Rancho River (The Rare Breed)
- 1966: And Should We Die

### Fernsehfilme
- 1967: Tal der Geheimnisse (Valley of Mystery)

### Fernsehserien
- 1962: Adventures in Paradise (Episode: The Secret Place)
- 1964: Im wilden Westen (Episode: Little Cayuse)
- 1964: Alfred Hitchcock Presents (Episode: The Life Work of Juan Diaz)
- 1965: My Mother the Car (Episode: Lassie, I Mean Mother, Come Home)
- 1965: Daniel Boone (Episode: The Peace Tree)
- 1966: Big Valley (Episode: Target)
- 1978: Project U.F.O. (Episode: Sighting 4020: The Island Incident)